# Theodor Lehnert

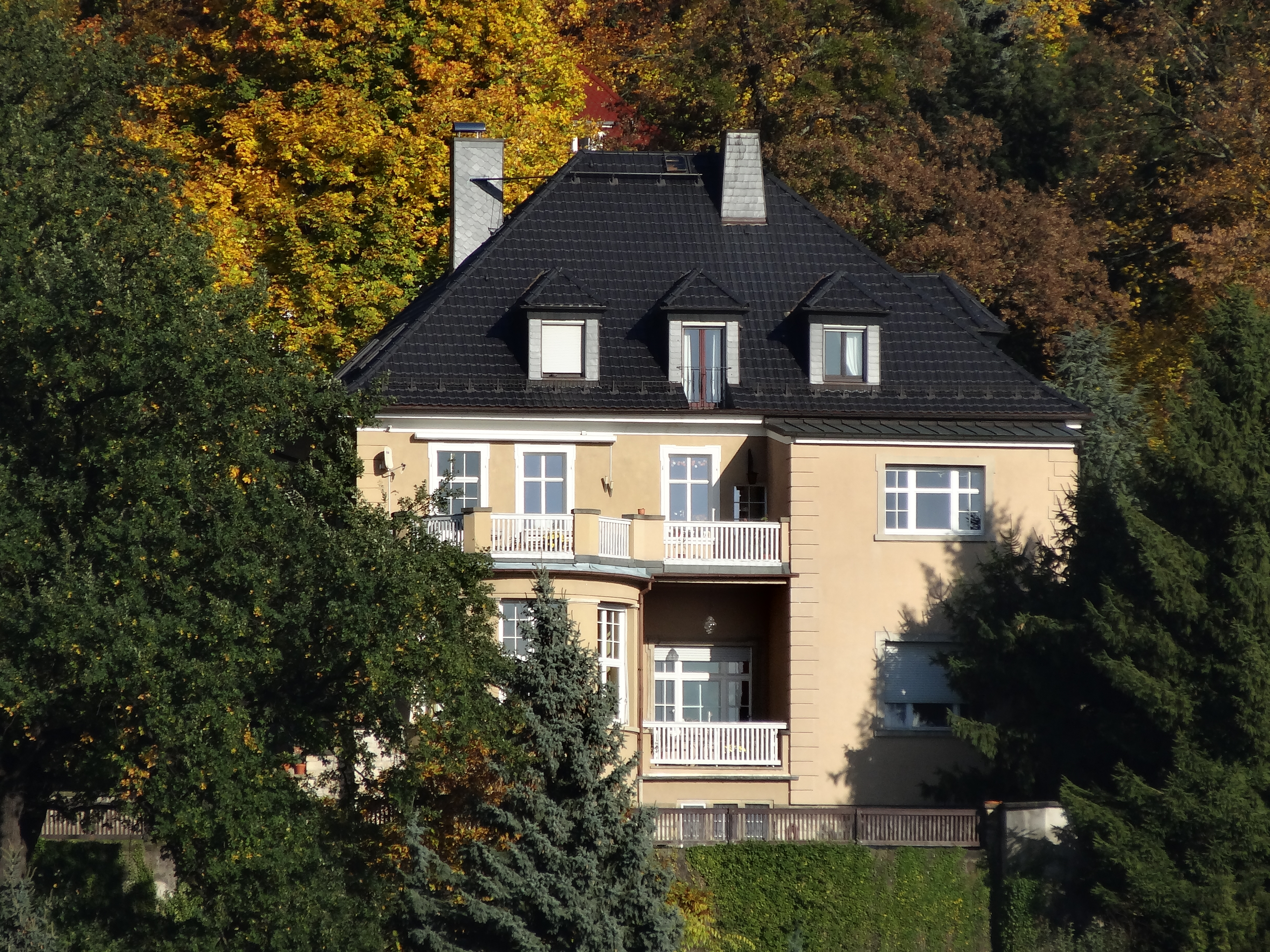
Villa in Loschwitz, Schillerstraße 15 – Wohnhaus von Theodor Lehnert

Theodor Lehnert (auch Carl Albert Theodor Lehnert) (* 26. Juli 1828 in Dresden; † 11. Juni 1910 in Loschwitz bei Dresden) war ein deutscher Architekt und Baumeister des Historismus, der in der zweiten Hälfte des 19. Jahrhunderts in Dresden, insbesondere in Loschwitz und auf dem Weißen Hirsch wirkte.

## Leben und Wirken
Theodor Lehnert war der Sohn des königlich-sächsischen Zivilangestellten Johann Carl Adolph Lehnert. Er besuchte ab 1843 die Technische Bildungsanstalt in Dresden, einen Vorläufer der heutigen Technischen Universität.
Im April 1846 wurde er in die Bauschule der Akademie der bildenden Künste Dresden aufgenommen und wurde Mitglied einer Maurerinnung und der Kommunalgarde in Dresden.
Ab 1848 besuchte er auch die Atelierklasse von Gottfried Semper (1803–1879) und nach Sempers Flucht das Atelier des Hofbaumeisters Bernhard Krüger.
Nach der Beendigung seines Studiums im September 1850 arbeitete er kurze Zeit bei dem Architekten und Stadtbauinspektor Heinrich Hermann Bothen (1814–1878).
In dieser Zeit entstanden die Pläne Bothens zum Bau der später sogenannten Villa Thorwald für den Bildhauer Joseph Herrmann (1800–1869), an denen er vermutlich beteiligt war.
Ab 1854 entwarf er die ersten eigenen Bauprojekte, und zwar den Oberen Burgberg in Loschwitz sowie die sogenannte Begerburg in Dölzschen.
Im Jahr 1855 legte Theodor Lehnert die Staatsprüfung ab und erhielt das Diplom als geprüfter Baumeister und Architekt.
Im selben Jahr heiratete er Marie Mathilde Voigt, die Schwester des bekannten Baumeisters Friedrich Voigt in Loschwitz. Aus der Ehe gingen die zwei Söhne Georg und Karl Maximilian und die Tochter Charlotte Mathilda Frieda Lehnert hervor.
Durch den Bau von Villen im Stil der Neorenaissance in der Tradition der Semper-Nicolai-Schule fand er schnell Anerkennung als Architekt.
Theodor Lehnert war auch Mitglied des Loschwitzer Gemeinderates.
Nach dem Brand des Gasthofs »Weißer Adler« 1873 war er Mitbegründer und bis 1883 Kommandant der „Freiwilligen Feuerwehr Loschwitz/Weißer Hirsch“.
Nach den Löscharbeiten beim Brand des Kammergut-Stallgebäudes in Pillnitz wurde ihm im Jahr 1878 durch König Albert das Ritterkreuz zweiter Klasse des  Albrechtsordens verliehen.
Ab 1879 war er auch bautechnischer Sachverständiger in der Amtshauptmannschaft Dresden, er beurteilte Bauvorhaben und musste die Bauabnahmen durchführen.
Im Jahr 1892 erhielt Lehnert den Titel „Regierungsbaumeister“ und 1895 wurde ihm der Titel „Baurat“ verliehen.
Theodor Lehnert starb in Loschwitz und wurde auf dem Waldfriedhof Weißer Hirsch beigesetzt. Im Jahr 1946 wurde in Dresden-Weißer Hirsch eine Straße nach ihm benannt.

## Bauten
- 1850–1852: Mitarbeit am Projekt Villa Thorwald im Atelier von Hermann Bothen
- 1854: ehem. Gaststätte »Oberer Burgberg« in Loschwitz, Körnerplatz 5 (1945 zerstört)[3][4]
- 1854/55: burgartige Villa Begerburg in Dölzschen[5]
- 1856: Villa Ehrenstein in Loschwitz, Schillerstraße 17
- 1856: Villa in Dresden-Radeberger Vorstadt, Bautzner Straße 125, errichtet im Tudorstil[6]
- 1857: Wohnhaus in Loschwitz, Körnerplatz 1
- 1859: Villa in Dresden-Radeberger Vorstadt, Bautzner Straße 82[6]
- 1859: ehem. Gaststätte »Unterer Burgberg« (später Gasthaus Ratskeller, 1993/94 abgerissen)
- 1859/60: Familienvilla in Loschwitz, Schillerstraße 15
- 1860–1862: Weißes Schloss in Blasewitz, Königsheimplatz, errichtet im Tudorstil (1945 ausgebrannt, 1952 gesprengt)[7]
- 1862: Wohnhaus, ehem. Café Pietsch, jetzt Café Clara in Loschwitz, Friedrich-Wieck-Straße 20
- 1862: Villa Königswald in Blasewitz, Goetheallee 4 – für Arthur Willibald Königsheim (1816–1886)[8]
- 1863: ehem. Gasthof Weißer Hirsch, Bautzner Landstraße 7, als Vorgängerbau des heutigen Park-Hotels – für Ferdinand Geneuß (1908 abgebrochen)
- 1863: Wohnhaus in Loschwitz, Pillnitzer Landstraße 12 – für seinen Schwager Friedrich Wilhelm Voigt
- 1864: Wohnhaus in Loschwitz, Pillnitzer Landstraße 10[6]
- 1866/67: »Frieda-Bad« (später »Frida-Bad«) Weißer Hirsch, Bautzner Landstraße 3 – 1887 von Heinrich Lahmann (1860–1905) übernommen, umgebaut und als Lahmann-Sanatorium weitergeführt
- 1868: Villa Aulhorn (später Villa Erlwein) in Dresden-Strehlen, Elsa-Brändström-Straße 13 (Schokoladenfabrik Petzold & Aulhorn)[6]
- 1870: Villa in Loschwitz, Weinleite Nr. 2 – für den Zigarrenfabrikanten Gustav Adolf Dressler[9]
- 1872: Villa in Dresden-Radeberger Vorstadt, Bautzner Straße 80[6]
- 1873/74: Villa in der Südvorstadt, Schweizer Straße 9 (1945 zerstört)[6]
- 1875: Villa in der Südvorstadt, Schweizer Straße 15 (1945 zerstört)[6]
- 1878: Umbau seines Wohnhauses zur Villa in Loschwitz, Schillerstraße 15
- 1878: Erweiterungsbau für die Villa Thorwald in Loschwitz, Schillerstraße12
- 1878: Wohnhäuser in Loschwitz, Pillnitzer Landstraße 4 und 6
- 1881: Wohnhaus in Loschwitz, Veilchenweg 2
- 1880/81: Hotel Demnitz (später Elbe-Hotel) in Loschwitz, Friedrich-Wieck-Str. 18[10]
- 1892: Portierhaus am Lingnerschloss in Loschwitz, Bautzner Straße 132
- 1896/97: Villa Meinhold in Loschwitz, Wolfshügelstraße 12 – für den Unternehmer Theodor Meinhold (1846–1913)
- 1900: Entwurf des Pavillons der Landwirtschaft für die Deutsche Bauausstellung in Dresden – gemeinsam mit dem Architekten Georg Heinsius von Mayenburg (1870–1930)
- 1902: Entwurf für das Rathaus Coschütz – gemeinsam mit dem Architekten Georg Heinsius von Mayenburg

## Galerie seiner Bauten

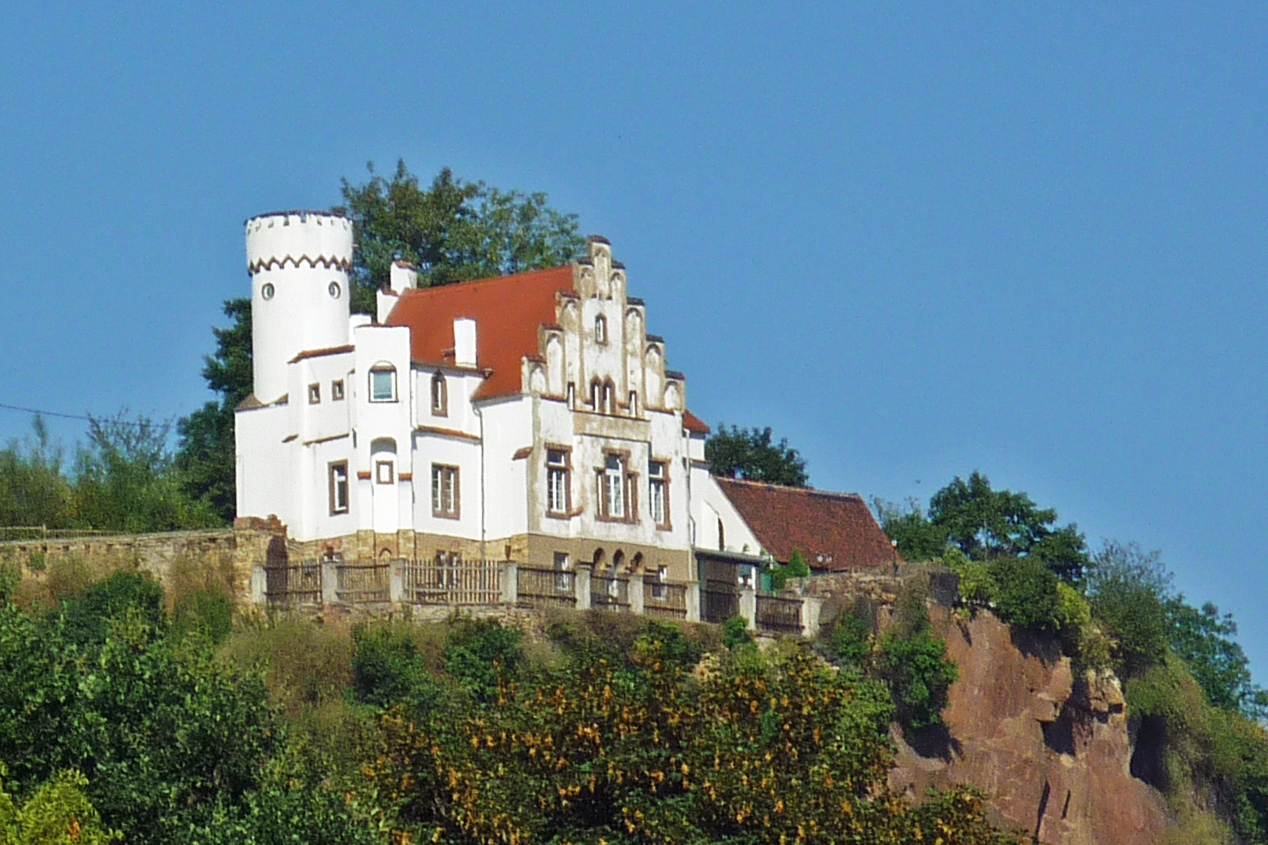
Villa Begerburg in Dölzschen
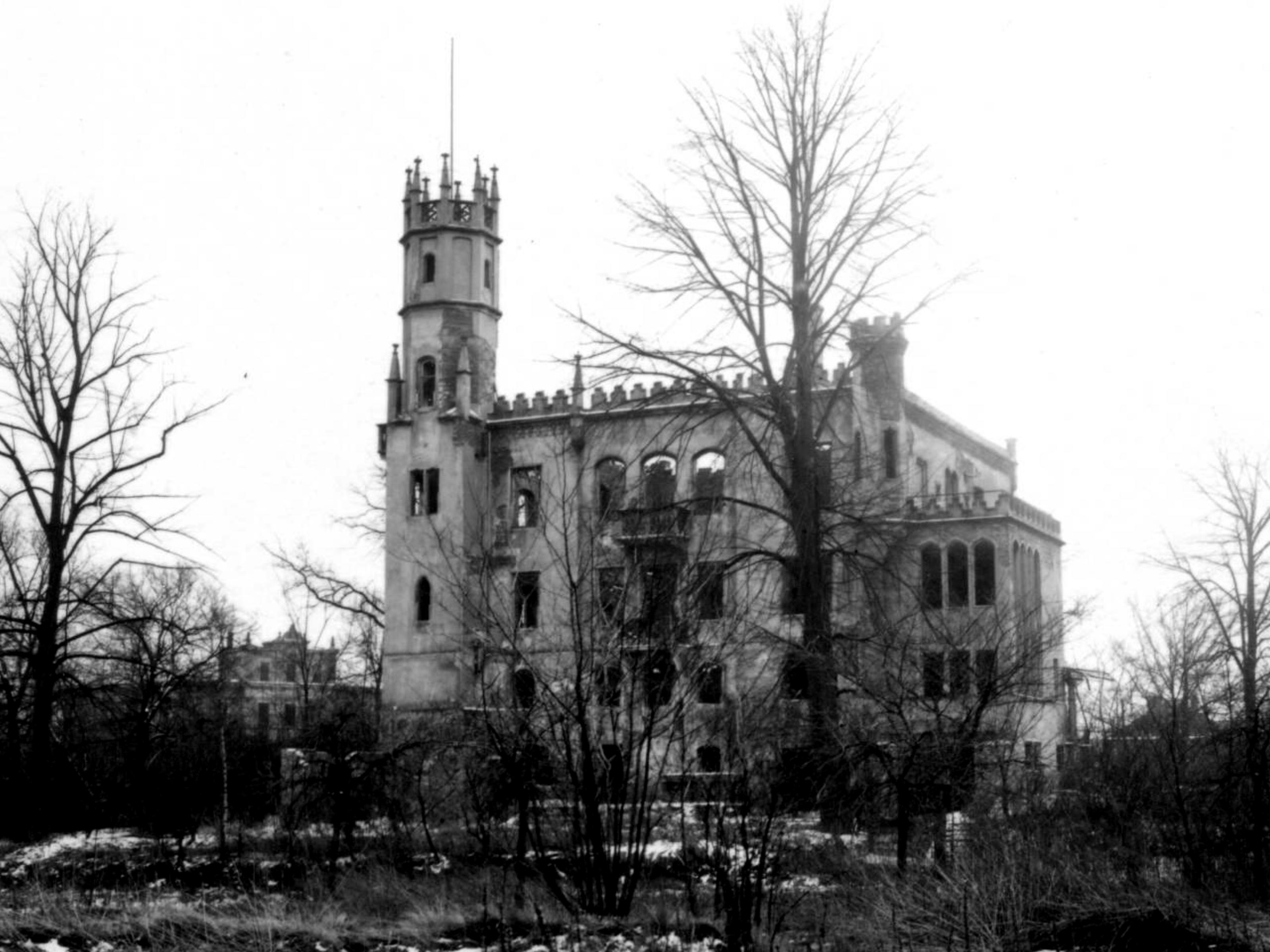
Weißes Schloss Blasewitz, Königsheimplatz
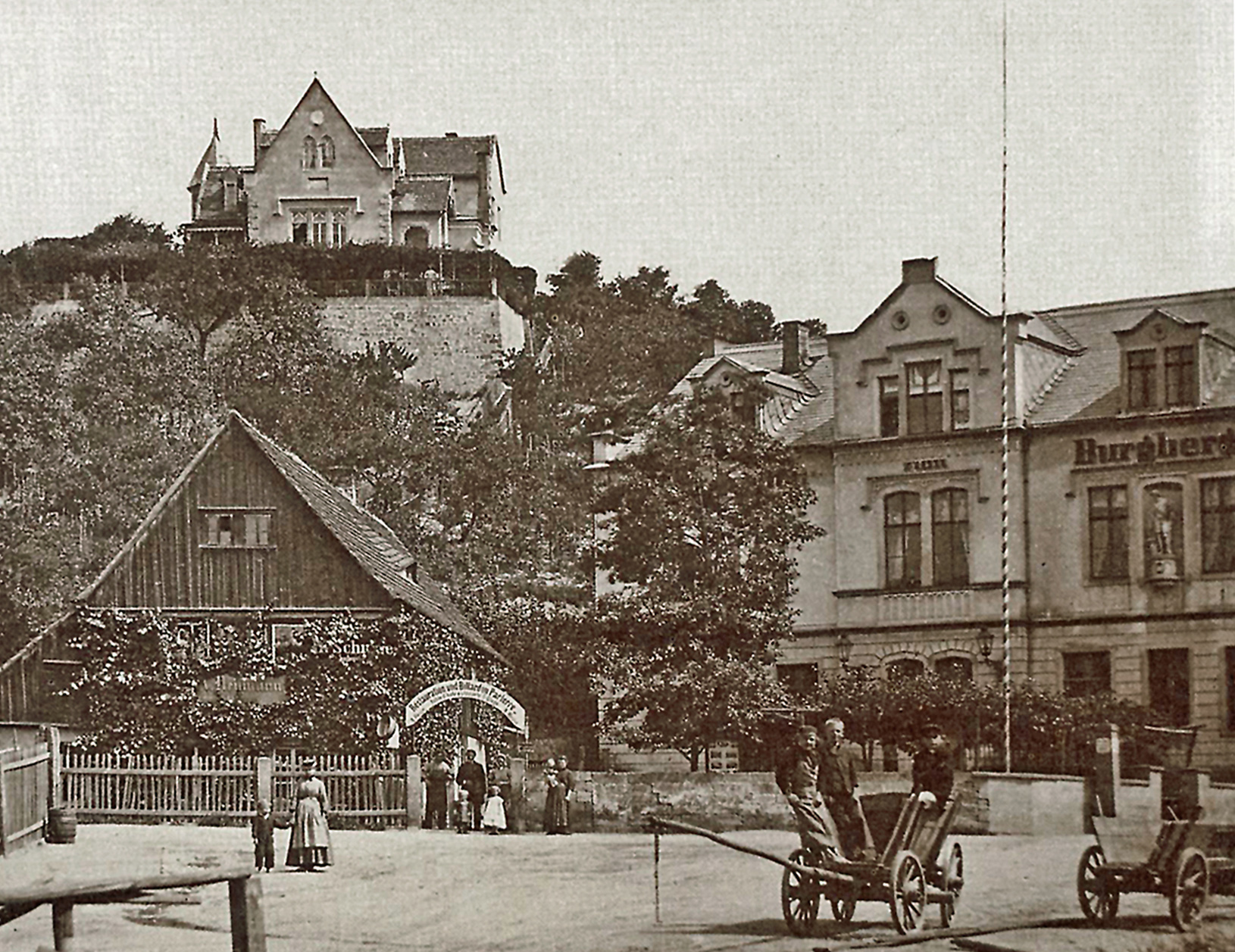
Oberer und Unterer Burgberg in Loschwitz
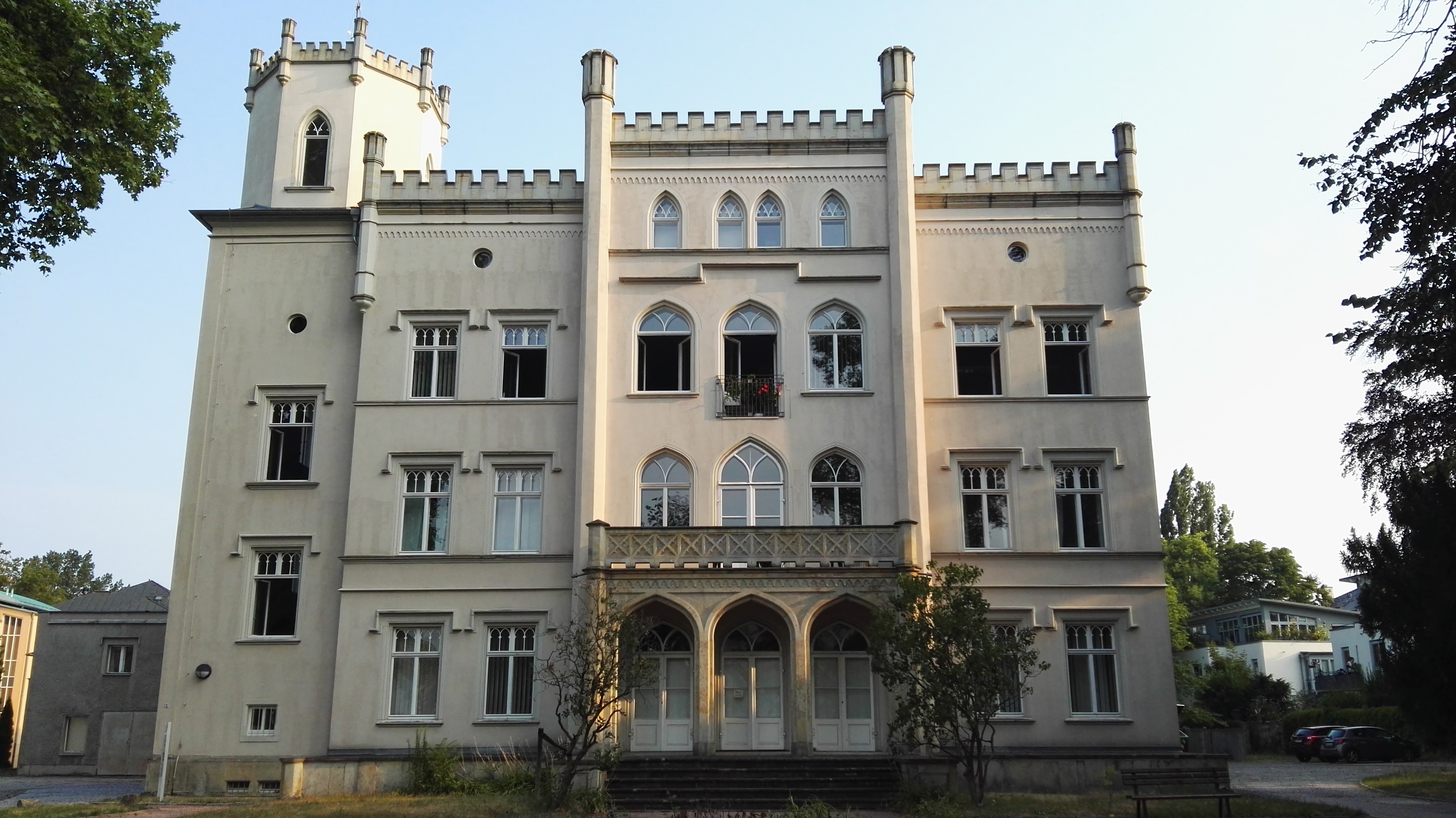
Villa Bautzner Straße 125
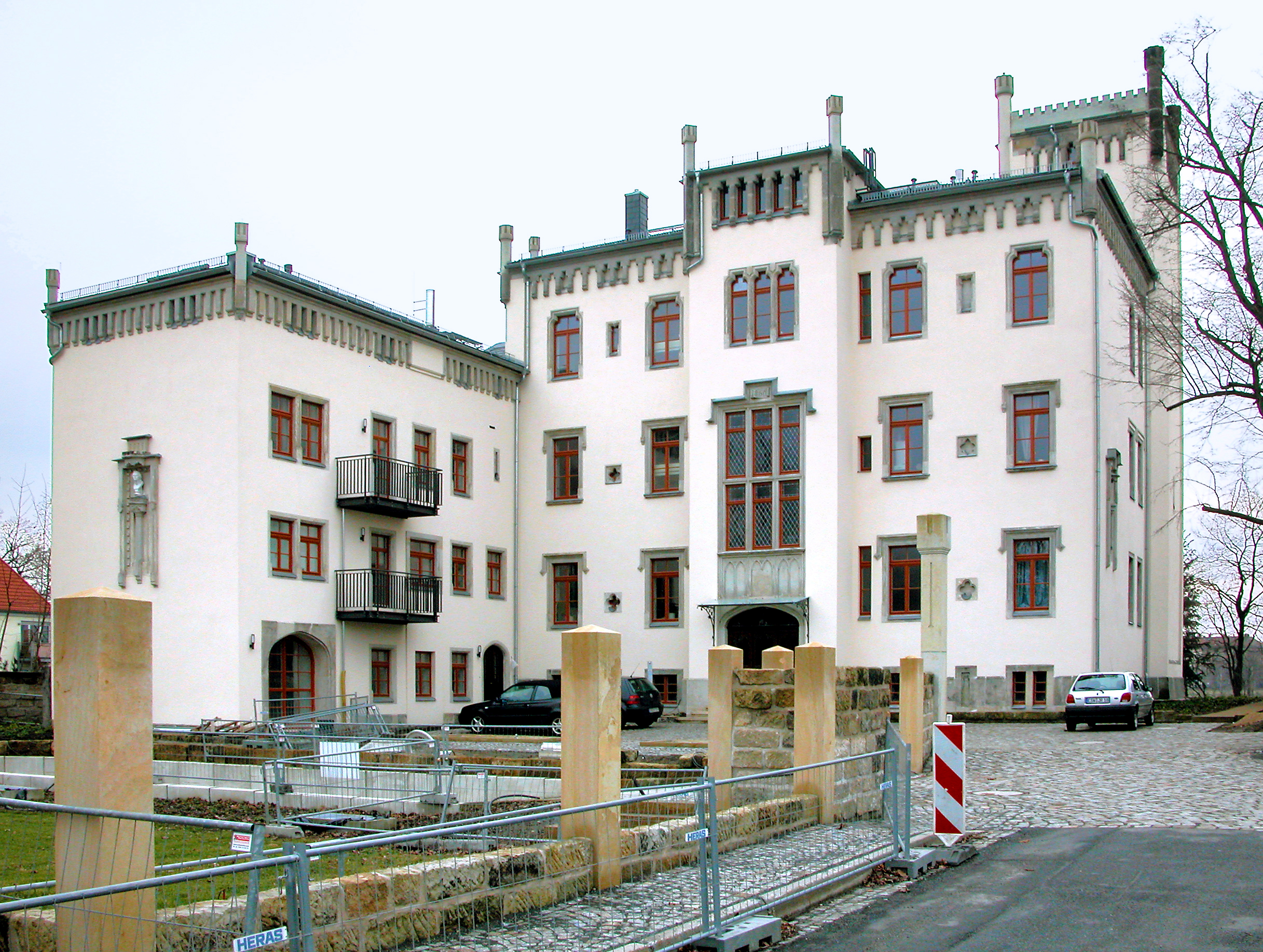
Villa Bautzner Straße 82
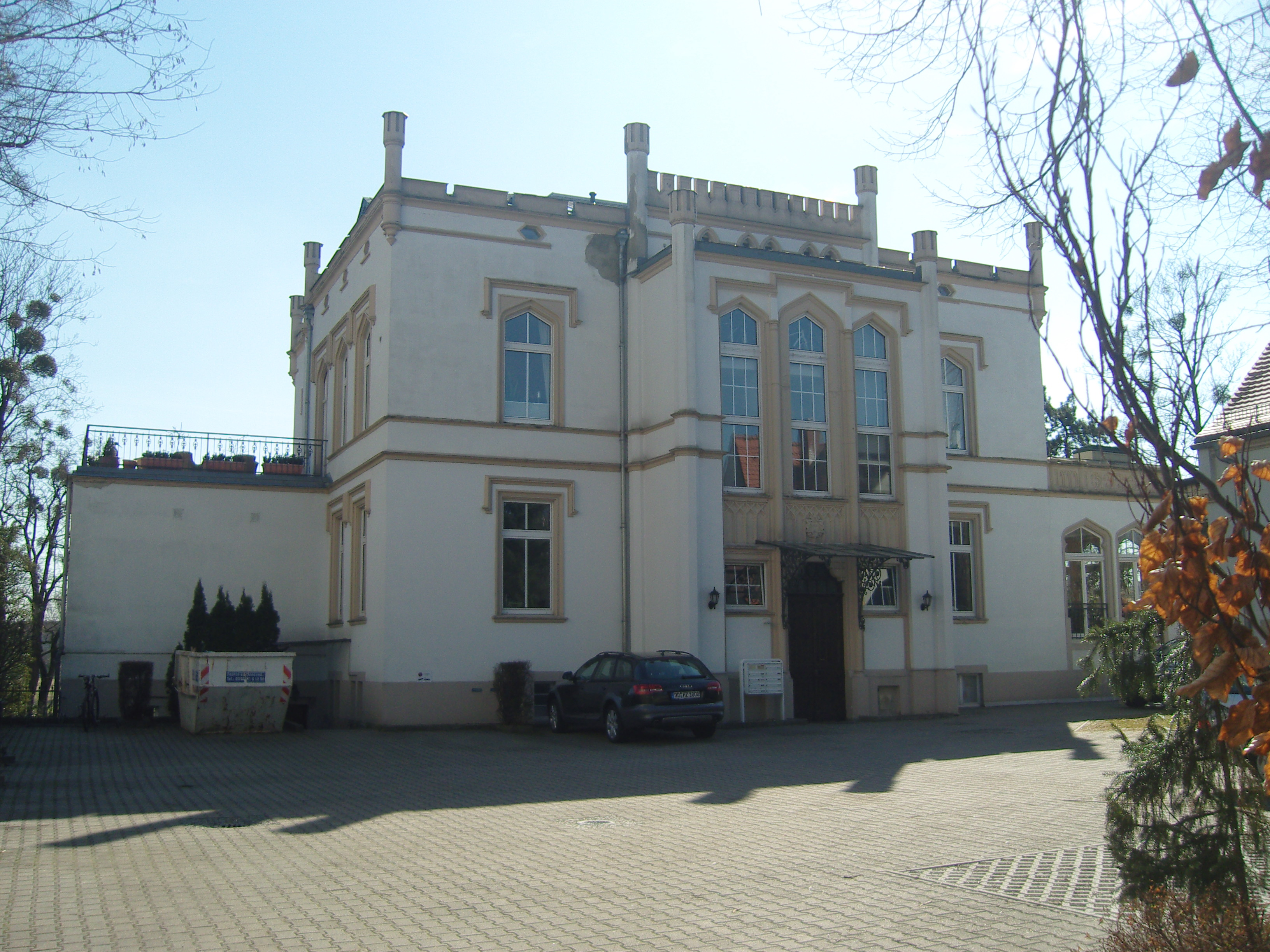
Villa Bautzner Straße 80
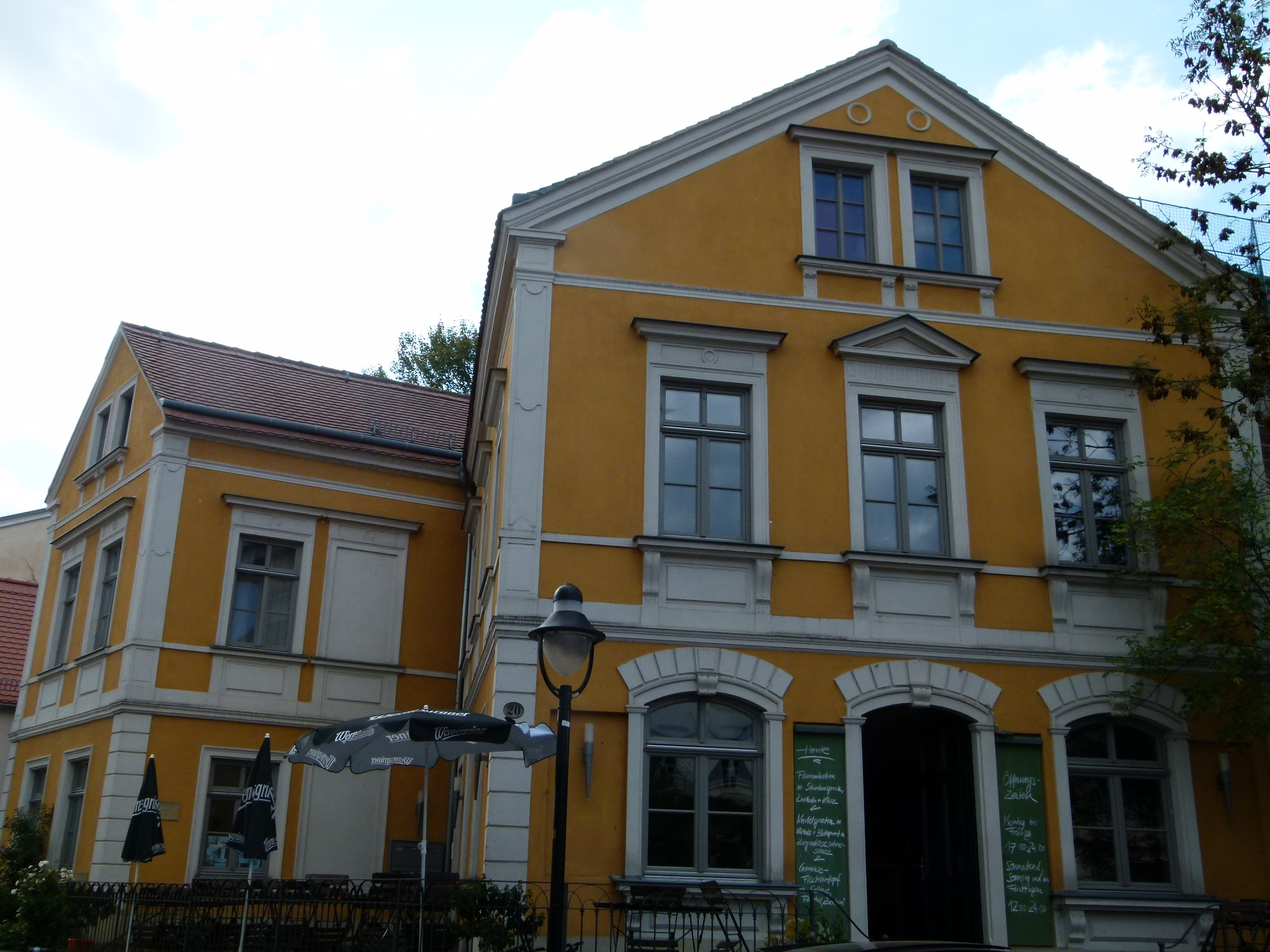
Wohnhaus in Loschwitz, Friedrich-Wieck-Straße 20
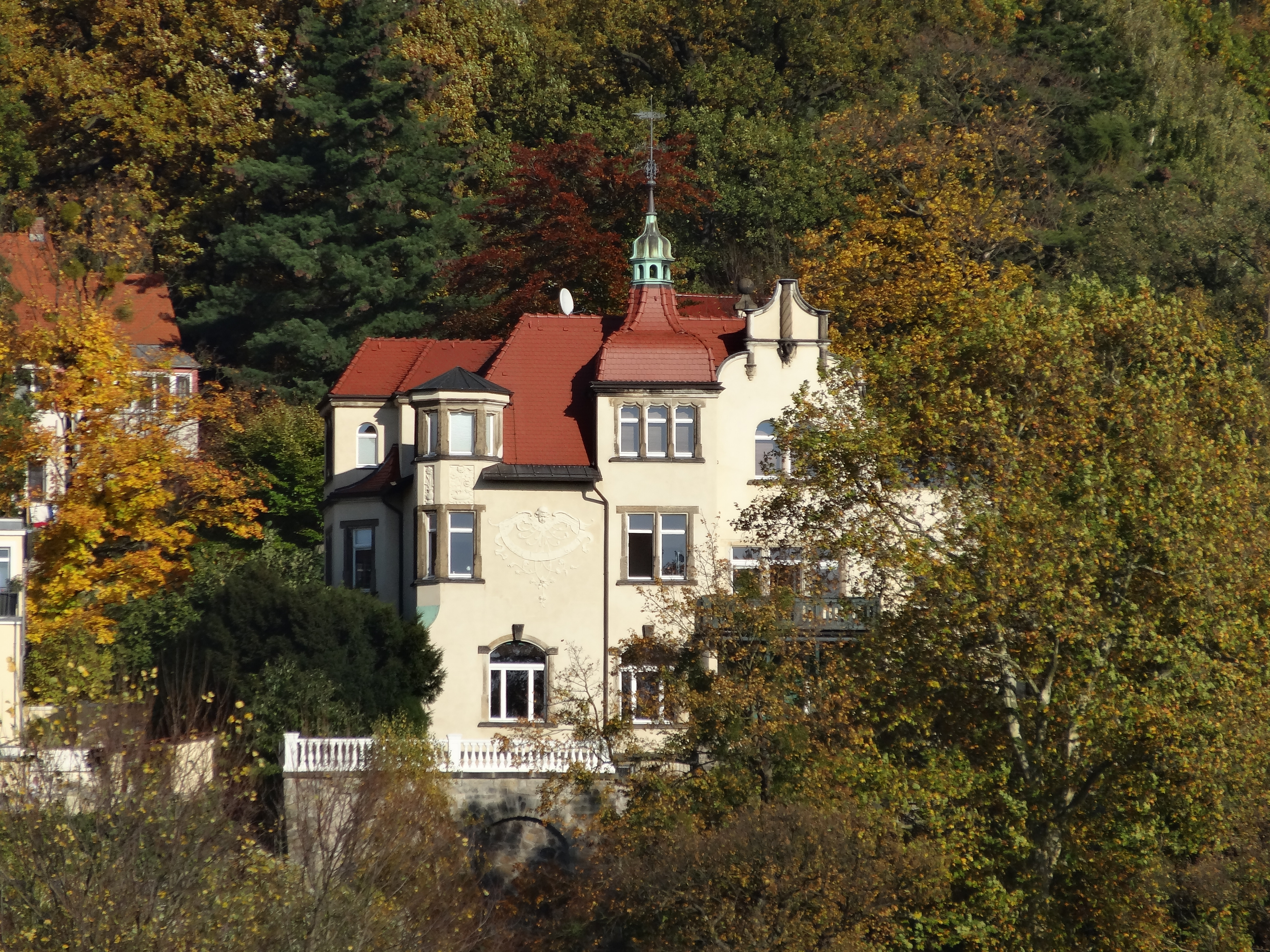
Villa Ehrenstein, Schillerstraße 17
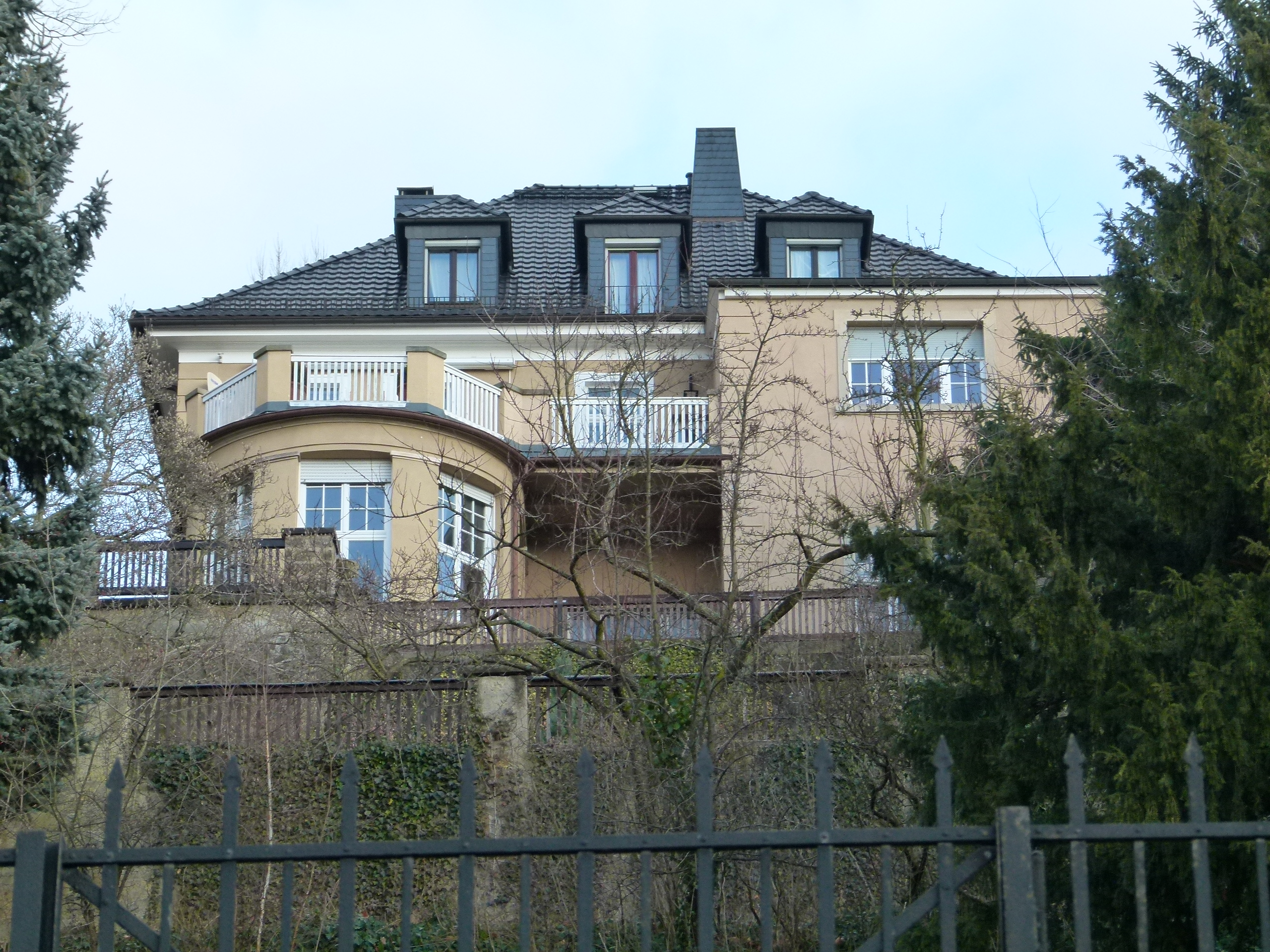
Villa Lehnert, Schillerstraße 15
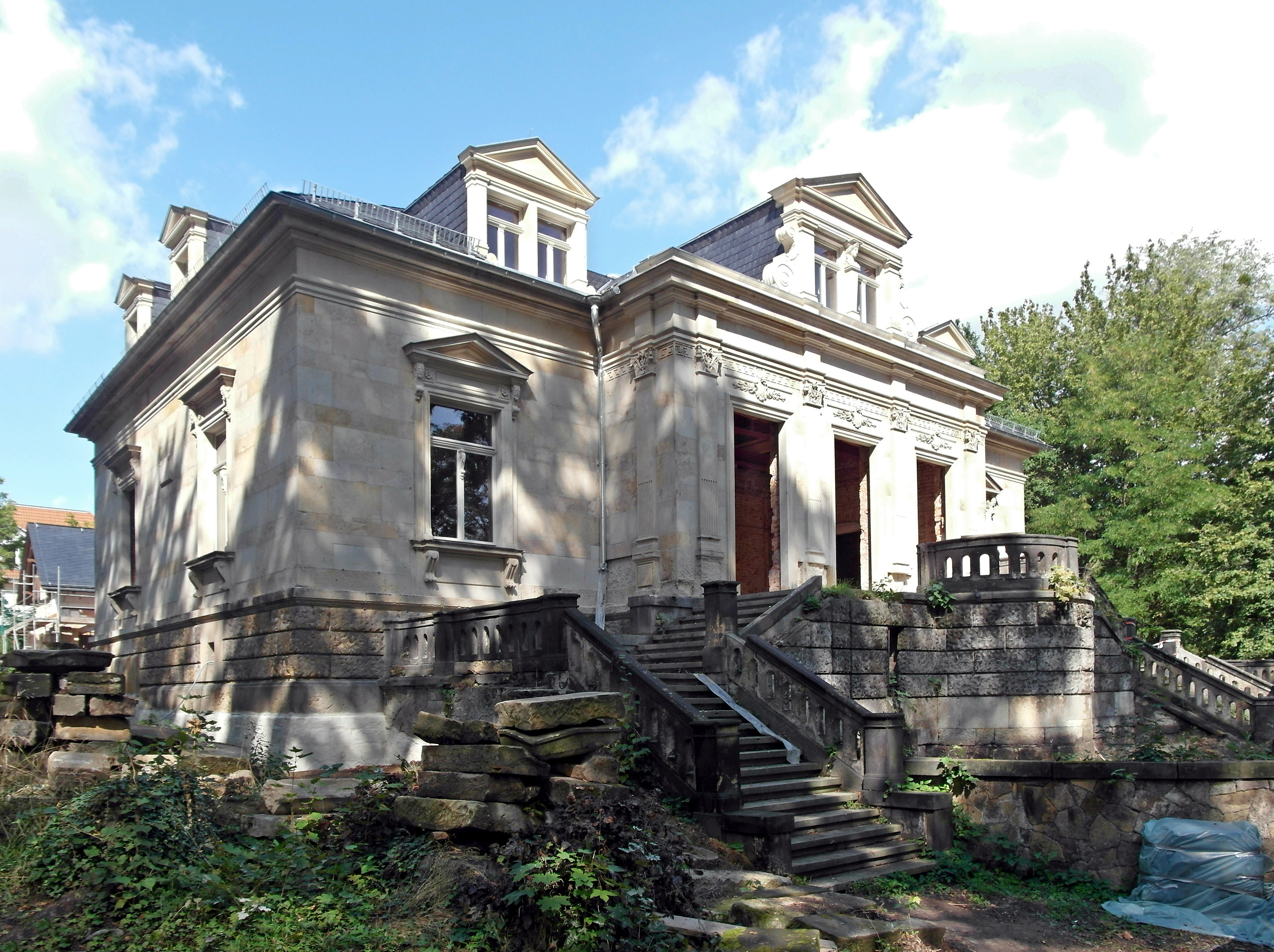
Villa Erlwein in Strehlen
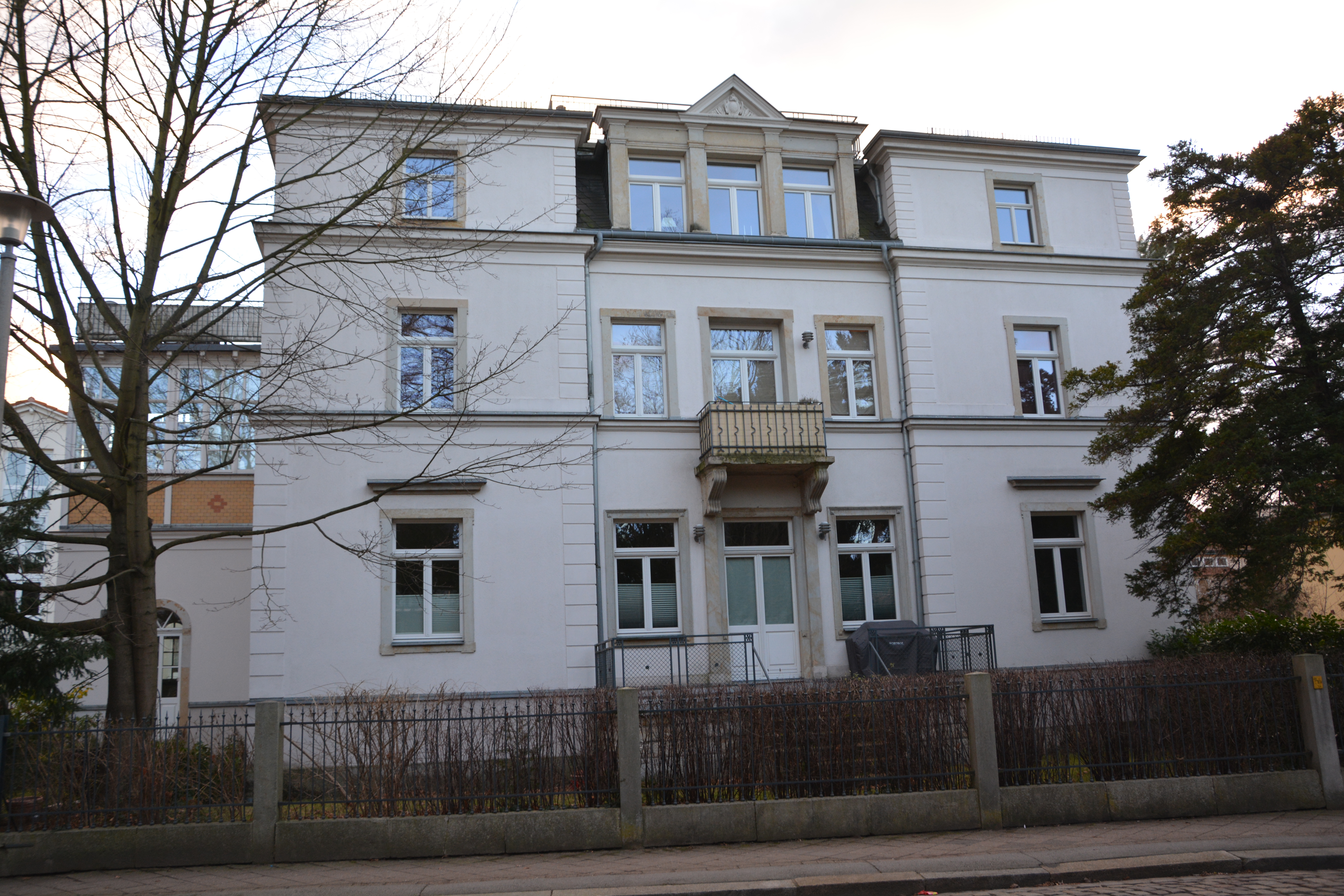
Villa Königswald in Blasewitz, Goetheallee 4
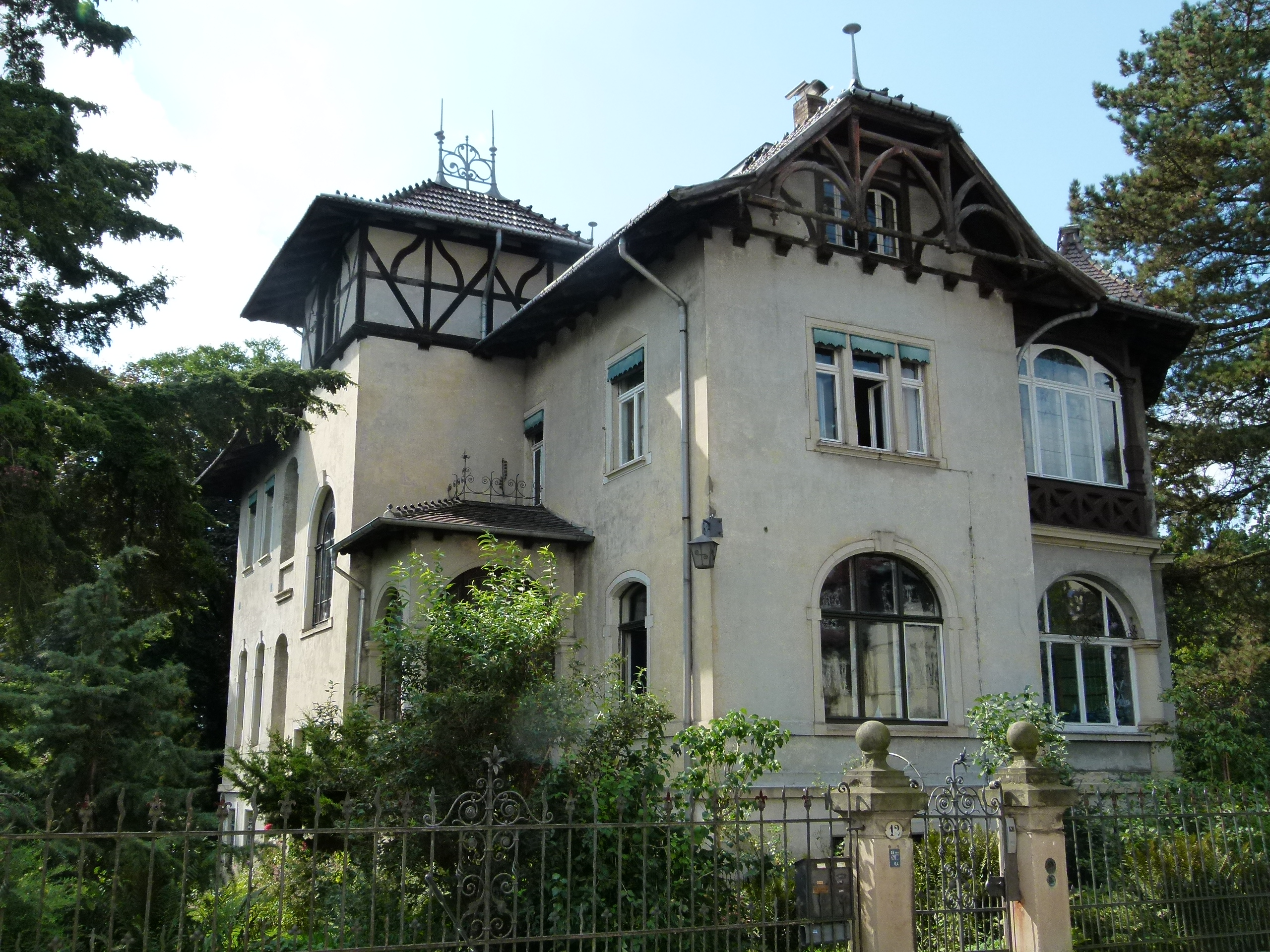
Villa Meinhold in Loschwitz, Wolfshügelstraße 12
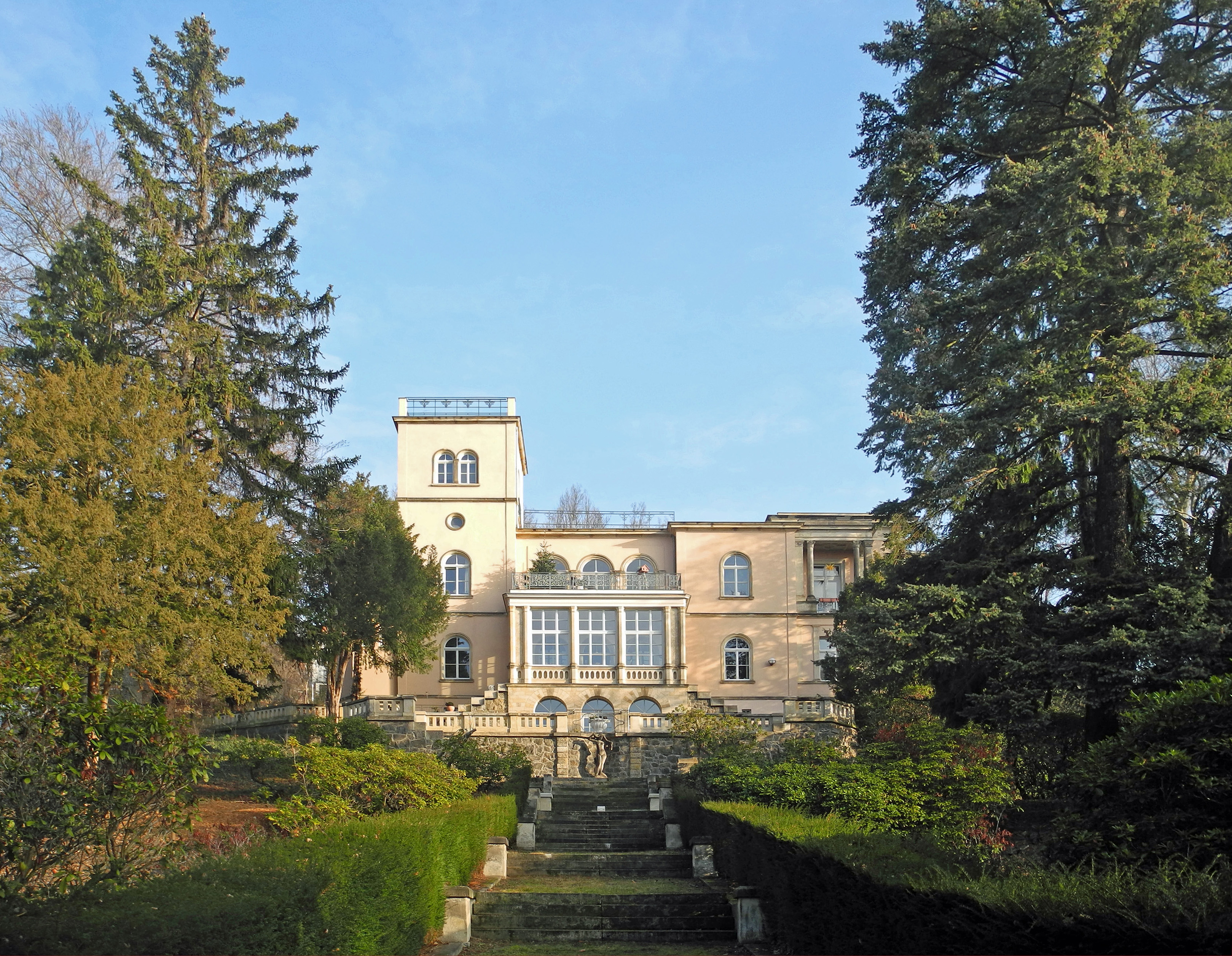
Villa Thorwald (Erweiterungsbau)
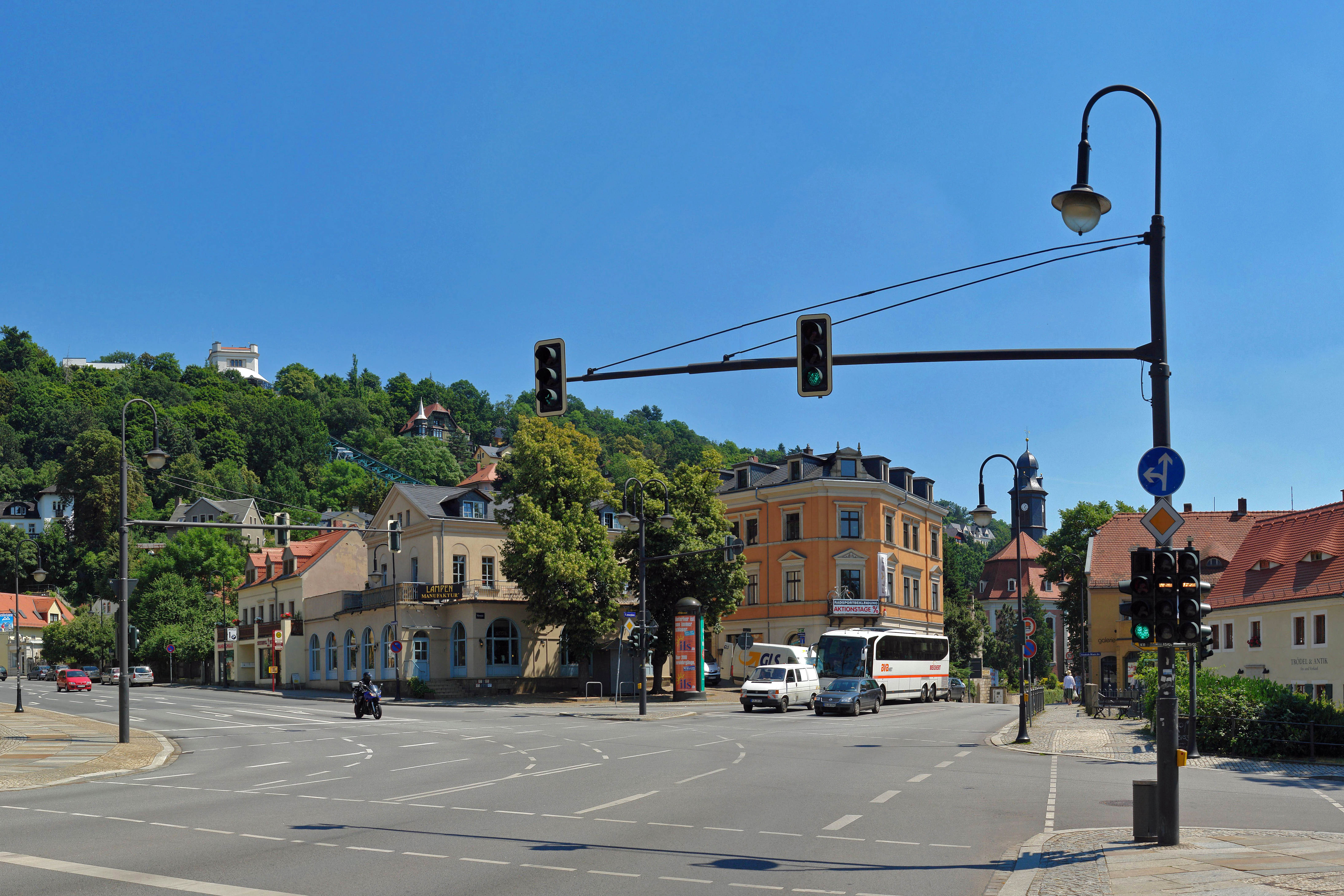
Wohnhäuser Körnerplatz 1 und Veilchenweg 2
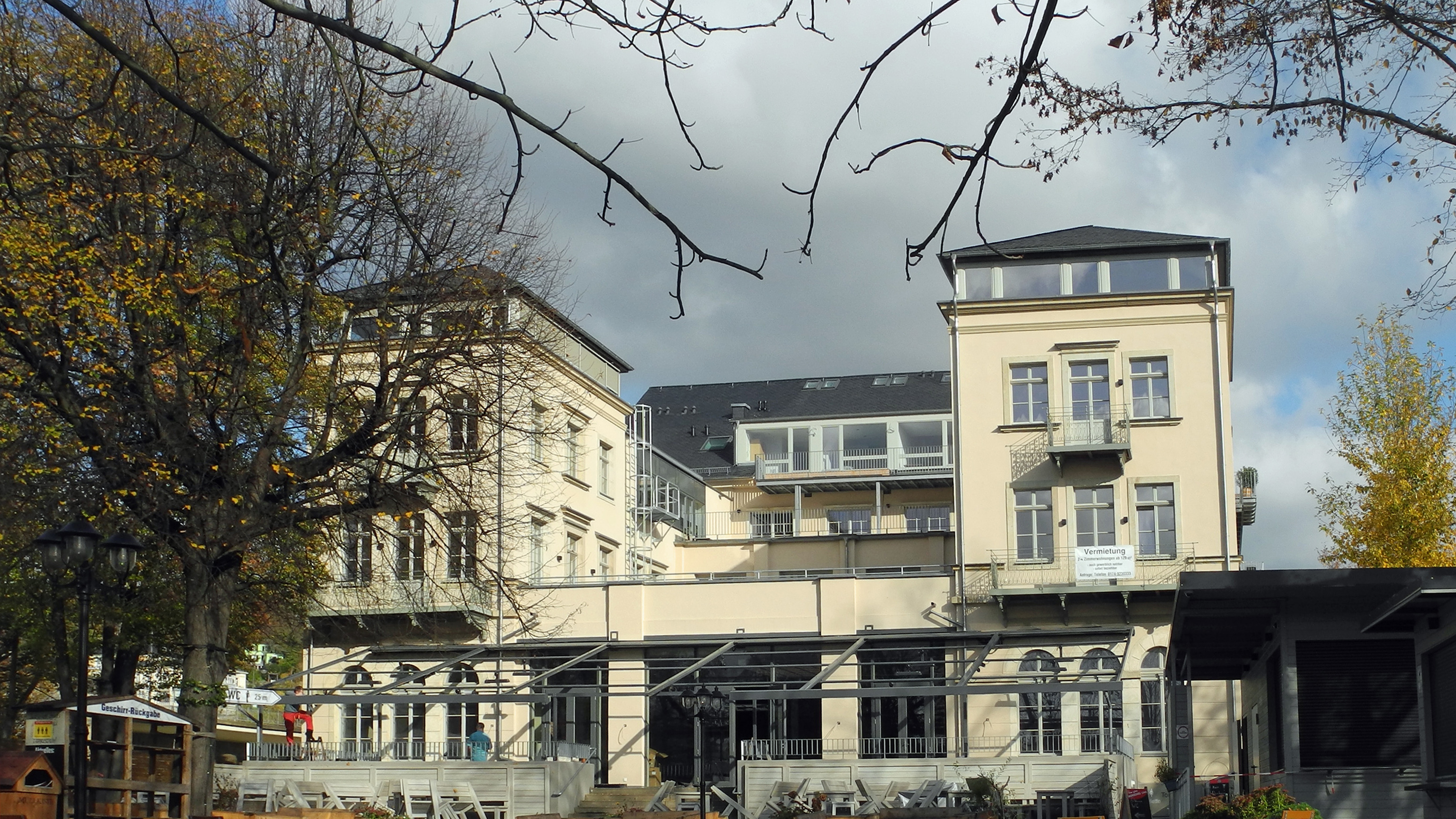
Hotel Demnitz Loschwitz, Friedrich-Wieck-Straße 18